# Myzolecanium robertsi
Myzolecanium robertsi är en insektsart som först beskrevs av Williams och Watson 1990.  Myzolecanium robertsi ingår i släktet Myzolecanium och familjen skålsköldlöss.
Artens utbredningsområde är Papua Nya Guinea. Inga underarter finns listade i Catalogue of Life.